# Исаия (Хронопулос)
Митрополит Иса́ия Хроно́пулос (греч. Ησαΐας Χρονόπουλος, англ. Metropolitan Isaiah Chronopoulos; род. 1931, Портсмут, Нью-Гэмпшир) — архиерей Константинопольской православной церкви, митрополит Денверский (1992—2024).

## Биография
Родился в 1931 году в Портсмуте, в штате Нью-Гэмпшир, одним из четырех детей Дениса Хронопулоса и Марии (в девичестве Капсималис), эмигрантов из города Олимпия, Греция. После получения среднего образования служил с отличием в морской пехоте США на полях Корейской войны.
Осенью 1954 года поступил в Богословскую школу Святого Креста в Бруклайне (штат Массачусетс). По выпуске в 1960 году продолжил образование в Халкинской богословской школе.
24 февраля 1962 года был пострижен в монашество с именем в честь пророка Исаии, а на следующий день в Спиридоновском храме в Сан-Диего архиепископом Американским Иаковом (Кукузисом) был рукоположен во иеродиакона. 18 марта того же года последовало его рукоположение во иеромонаха епископом Олимпийским Димитрием (Макрисом) в Софийском соборе Лос-Анджелеса. Он был назначен вторым священником Троицкой церкви в Солт-Лэйк-Сити (штат Юта).
В декабре 1964 года переведен настоятелем в Храм Иоанна Крестителя в город Янгстаун (штат Огайо).
30 ноября 1969 года во время освящении нового храма и приходского центра в Янгстауне архиепископом Иаковом (Кукузисом) был возведён в достоинство архимандрита.
В августе 1971 года был назначен инспектором Греческого училища и Богословской школы Святого Креста в Бруклайне.
Взяв отпуск в феврале 1975 года, поступил в аспирантуру Богословского факультета Университета Аристотеля в Салониках и выполнил требования для степени магистра богословия. В июле того же года архимандрит Исаия возвратился к своему служению в Бруклайне. Затем, вдобавок к инспекторству, в сентябре 1976 года был назначен проректором по административной работе.
С октября 1977 года также служил временным настоятелем Никольской церкви в родном Портсмуте (штат Нью-Гэмпшир).
Будучи освобожден от прежних должностей, в марте 1979 года назначен протосинкеллом новообразованной Чикагской епархии.
10 апреля 1986 года решением Священного синода Константинопольского патриархата от избран титулярным епископом Аспендским, викарием Американской архиепископии. 25 мая того же года в Троицком соборе Нью-Йорка состоялась его епископская хиротония.
В сентябре 1986 года определён в Нью-Йорк, секретарём архиепископии.
23 июня 1992 года избран епископом Денверским. Его настолование последовало 10 сентября того же года в Успенском соборе Денвера.
1 июля 1997 года по 14 августа 1998 года — директором Греческого училища и Бруклайнской богословской школы Святого Креста.
24 ноября 1997 года решением Священного Синода Константинопольского Патриархата возведён в достоинство митрополита с титулом Приконисского с оставлением за ним Денверской кафедры.
20 декабря 2002 года Денверская епархия была возведена в ранг митрополии, в связи с тем стал вновь титуловаться Денверским.
C 18 по 26 декабря 2016 года был участником «Великого и Святого собора» на Крите.
23 марта 2024 года решением Священного Синода Константинопольского патриархата уволен на покой с назначением титулярным митрополитом Листрским.